# 余志坚
余志坚（1963年9月29日—2017年3月30日），湖南浏阳人，中华人民共和国政治犯。

## 生平
1980年秋，余志坚毕业于浏阳一中并考取湘潭师专化学系，毕业后在浏阳乡村的中学教书。
1989年5月23日，余志坚、喻东岳与鲁德成向天安门毛泽东画像投掷鸡蛋，被广场上学士纠察队扣留并交给公安部门。事后，主谋余志坚被判处无期徒刑。
2000年9月，余志坚经减刑假释出狱。
2009年，余志坚抵达美国并获政治庇护。
2017年3月30日，余志坚于美国印第安纳州去世。

## 余志坚纪念奖
余志坚纪念奖由人道中国于2017年发起，旨在奖励在中国的像余志坚一样的民主人士，2018年颁发首届奖。
| 年份   | 获奖人士       |
| ------ | -------------- |
| 2018年 | 王默           |
| 2019年 | 董瑶琼、刘艳丽 |
| 2020年 | 王怡           |

## 备注
1. ↑  墓碑上的出生日期8月12日实为农历日期